# سام ميننانج
سام ميننانج (بالإنجليزية: Sam Menning)‏ هو مصور وممثل أمريكي، ولد في 5 يناير 1925، وتوفي في 29 مارس 2010 ببربانك في الولايات المتحدة.

## أعمال

### أفلام
- (2006) العظمة

## وصلات خارجية
- سام ميننانج على موقع IMDb (الإنجليزية)
- سام ميننانج على موقع ألو سيني (الفرنسية)
- سام ميننانج على موقع أول موفي (الإنجليزية)
- سام ميننانج على موقع قاعدة بيانات الفيلم (الإنجليزية)
- سام ميننانج على موقع كينوبويسك (الروسية)